# David Mamet
David Alan Mamet (ur. 30 listopada 1947 w Chicago) – amerykański dramatopisarz, scenarzysta, reżyser teatralny i filmowy.
Laureat Nagrody Pulitzera w dziedzinie dramatu 1984 za sztukę Glengarry Glen Ross. Dwukrotnie nominowany do Oscara za najlepszy scenariusz adaptowany – w 1983 za dramat sądowy Werdykt (1982) w reż. Sidneya Lumeta i w 1998 za komediodramat Fakty i akty (1997) w reż. Barry’ego Levinsona.

## Życiorys
Urodził się w Chicago w Illinois jako syn Lenore June (z domu Silver), nauczycielki, i Bernarda Morrisa Mameta, prawnika ds. pracy. Jego rodzina była pochodzenia żydowskiego. Jego dziadkowie ze strony ojca byli polskimi Żydami. Wychowywał się z dwoma braćmi – Lynnem i Tonym. Kształcił się w postępowej Francis W. Parker School w Chicago. W 1969 ukończył studia na wydziale literatury angielskiej w Goddard College w Plainfield w Vermont. W latach 1968–1969 studiował aktorstwo w Neighborhood Playhouse School of the Theatre.
W 1976 został zauważony przez krytyków dzięki trzem sztukom – The Duck Variations, Sexual Perversity in Chicago i American Buffalo – wystawionym zarówno na Off-Broadwayu jak i na Broadwayu. Inny z jego dramatów, Glengarry Glen Ross, w 1984 zdobył Nagrodę Pulitzera, a w 1992 został sfilmowany w gwiazdorskiej obsadzie: Al Pacino, Jack Lemmon, Alec Baldwin, Ed Harris, Alan Arkin, Kevin Spacey.
W kinematografii debiutował jako scenarzysta w 1981 (Listonosz zawsze dzwoni dwa razy). Jest autorem scenariuszy do wielu filmów, np. Nietykalnych De Palmy czy Ronina Johna Frankenheimera.
W 1987 jako reżyser filmowy debiutował Domem gry. Do innych wyreżyserowanych przez niego filmów należą: Wydział zabójstw rozgrywający się w środowisku żydowskim oraz dramat sensacyjny Skok z Genem Hackmanem w roli głównej.

## Twórczość
| Rok  | Sztuki teatralne                                                                           | Filmy | Książki |
| ---- | ------------------------------------------------------------------------------------------ | --- | --- |
| 1970 | - Lakeboat                                                                                 | | |
| 1972 | - The Duck Variations - Lone Canoe                                                         | | |
| 1974 | - Seksualne perwersje w Chicago (Sexual Perversity in Chicago) - Squirrels                 | | |
| 1975 | - Bizon (American Buffalo)                                                                 | | |
| 1976 | - Reunion - The Water Engine                                                               | | |
| 1977 | - Życie w teatrze (A Life in the Theatre) - The Woods                                      | | |
| 1978 | - The Revenge of the Space Pandas, or Binky Rudich and the Two-Speed Clock - Mr. Happiness | | |
| 1979 | - Prairie du Chien - The Blue Hour                                                         | | |
| 1980 | - Lakeboat                                                                                 | | |
| 1981 |                                                                                            | - Listonosz zawsze dzwoni dwa razy (The Postman Always Rings Twice)                                                      | |
| 1982 | - Edmond                                                                                   | - Werdykt (The Verdict)                                                                                                  | |
| 1983 | - Królewicz żaba (The Frog Prince) - Glengarry Glen Ross                                   | | |
| 1985 | - The Shawl - Goldberg Street: Short Plays and Monologues                                  | | |
| 1986 | - The Poet & The Rent                                                                      | - Ta ostatnia noc (About Last Night...)                                                                                  | |
| 1987 |                                                                                            | - Dom gry (House of Games, reżyseria) - Nietykalni (The Untouchables) - Czarna wdowa (Black Widow, obsada: w roli Herba) | - Writing in Restaurants                                                                                      |
| 1988 | - Przerżnąć sprawę (Speed-the-Plow)                                                        | - Fortuna kołem się toczy (Things Change, reżyseria)                                                                     | |
| 1989 | - Bobby Gould in Hell                                                                      | - Nie jesteśmy aniołami (We're No Angels)                                                                                | - Some Freaks                                                                                                 |
| 1991 |                                                                                            | - Wydział zabójstw (Homicide, reżyseria)                                                                                 | - On Directing Film                                                                                           |
| 1992 | - Oleanna                                                                                  | - Hoffa (producent) - Glengarry Glen Ross - The Water Engine (TV)                                                        | - The Cabin: Reminiscence and Diversions                                                                      |
| 1994 | - Kryptogram (The Cryptogram)                                                              | - Oleanna (reżyseria) - Wania na 42 ulicy (Vanya on 42nd Street)                                                         | - The Village - A Whore's Profession                                                                          |
| 1996 |                                                                                            | - American Buffalo | - Make-Believe Town: Essays and Remembraces                                                                   |
| 1997 | - The Old Neighborhood                                                                     | - Fakty i akty (Wag the Dog) - Hiszpański więzień (The Spanish Prisoner, reżyseria) - Lekcja przetrwania (The Edge)      | - The Old Religion                                                                                            |
| 1998 |                                                                                            | - Ronin (w napisach: Richard Weisz)                                                                                      | - Three Uses of the Knife                                                                                     |
| 1999 | - Bostońskie małżeństwo (Boston Marriage)                                                  | - Kadet Winslow (The Winslow Boy, reżyseria) - Lansky                                                                    | - True and False: Heresy and Common Sense for the Actor - The Chinaman - Jafsie and John Henry: Essays        |
| 2000 |                                                                                            | - Lakeboat - Hollywood atakuje (State and Main, reżyseria)                                                               | - Wilson: A Consideration of the Sources                                                                      |
| 2001 |                                                                                            | - Hannibal - Skok (Heist, reżyseria)                                                                                     | |
| 2002 |                                                                                            | | - South of the Northeast Kingdom                                                                              |
| 2004 | - Faustus                                                                                  | - Spartan (reżyseria) | |
| 2005 | - Romance - The Voysey Inheritance                                                         | - Edmond | |
| 2006 |                                                                                            | | - The Wicked Son: Anti-Semitism, Self-hatred, and the Jews                                                    |
| 2007 | - Keep Your Pantheon - Listopad (November)                                                 | | - Bambi Vs. Godzilla: On the Nature, Purpose, and Practice of the Movie Business                              |
| 2008 | - The Vikings and Darwin                                                                   | - A Waitress in Yellowstone - Mistrz (Redbelt, reżyser)                                                                  | |
| 2009 | - Race - School                                                                            | | |
| 2010 |                                                                                            | | - Theatre - The Trials of Roderick Spode (The Human Ant)                                                      |
| 2011 |                                                                                            | | - The Secret Knowledge: On the Dismantling of American Culture                                                |
| 2012 | - Anarchista (The Anarchist)                                                               | | |
| 2013 |                                                                                            | - Phil Spector (reżyseria)                                                                                               | - Three War Stories                                                                                           |
| 2015 | - China Doll                                                                               | | |
| 2017 | - The Penitent                                                                             | | |
| 2018 |                                                                                            | | - Chicago |
| 2019 | - Bitter Wheat                                                                             | | - The Diary of a Porn Star by Priscilla Wriston-Ranger: As Told to David Mamet With an Afterword by Mr. Mamet |
| 2020 | - The Christopher Boy's Communion                                                          | | |
| 2022 |                                                                                            | | - Recessional: The Death of Free Speech and the Cost of a Free Lunch                                          |